# August Söderman
Johan August Söderman, född 17 juli 1832 i Hedvig Eleonora församling, Stockholms stad, död 10 februari 1876 i Hedvig Eleonora församling, Stockholms stad, var en svensk tonsättare under romantiken, kapellmästare, målare och tecknare. Han är kanske den främste företrädaren för svensk nationalromantik. 
Han var son till kapellmästaren Johan Wilhelm Söderman och Wilhelmina Constantia Hallen och från 1860 gift med Eva Christina Bergholm samt far till Bengt Johan Söderman, operasångaren Carl August Söderman och författaren Sven Söderman.
Ett av Södermans mest kända verk är Ett svenskt festspel, som ursprungligen användes som ouvertyr till skådespelet Några timmar på Kronoborg. Det användes sedan till Orleanska jungfrun. Söderman skrev också många verk för manskör där hans Ett bondbröllop är det mest kända verket. Bröllopsmarsch ur Bröllopet på Ulfåsa är också ett ofta spelat verk.

## Biografi
Under sina tidigare år röjde August Söderman ingen håg för musik men sattes så småningom i Grundéns pianoinstitut. Förutom piano lärde han sig spela oboe och något violin samt medverkade i orkestrar. Hans dirigentanlag upptäcktes av Edvard Stjernström, som 1850 tog den 18-årige ynglingen till orkesterledare för sin trupp, som reste i Finland och Sverige innan den 1854 slog sig ned på dåvarande Mindre teatern i Stockholm. Där verkade Söderman oavbrutet till 1860, med undantag för en tid 1856–57, då han fick tillfälle till en studieresa till Leipzig. 

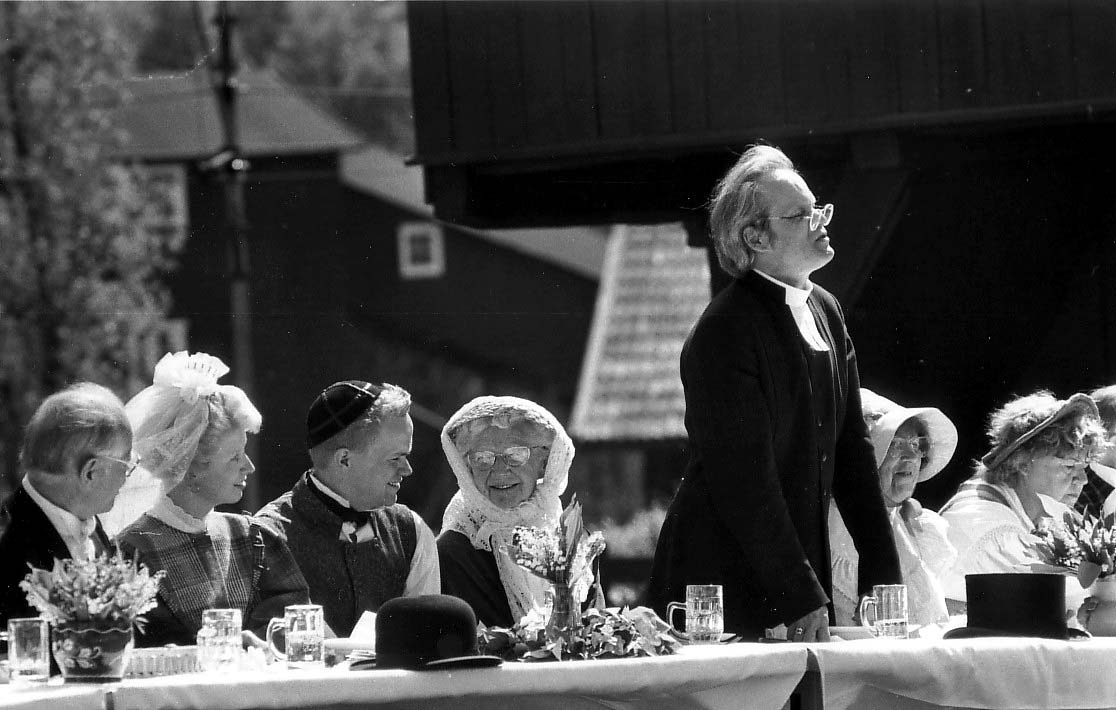
Ett bondbröllop av Söderman framfördes regelbundet på 1990-talet på Ludvika Gammelgård.

1860 blev han kormästare vid Kungliga operan. När Ignaz Lachner avgick som hovkapellmästare, erbjöds Söderman den posten, som han dock avstod ifrån till förmån för Ludvig Norman. I stället blev han biträdande kapellmästare. Efter en tid återgick han dock till att vara kormästare. Tillika tjänstgjorde han som sånganförare i Par Bricole och Stockholms skarpskytteförening under flera år. Att ge lektioner var motbjudande för honom. Däremot förtjänade han något på sina kompositioner, som ofta blev populära. Han invaldes den 24 februari 1865 som ledamot nr 405 av Kungliga Musikaliska Akademien. 1869–70 gjorde han på Jenny Lind-stipendiet en rundresa över Köpenhamn genom Tyskland och Österrike, varvid han dröjde längre tider i Koblenz, Dresden och Köpenhamn. Stadd i trånga ekonomiska villkor och från 1870-talets början plågad av skrumplever, utvecklade han dock en nästan feberaktig tonsättarverksamhet. Hans förtidiga död grusade de förhoppningar man haft om en fortsättning på tonsättargärningen. 
För Stjernströms teater skrev han ett flertal melodiösa operetter (Urdur, Regina von Emmeritz, Hin ondes första lärospån, Guldkorset, m. m.). När han gick över till Kungliga teatern efterträddes dessa av musikinlägg till skådespel, såsom Friedrich Schillers Fiesco och Orleanska jungfrun, William Shakespeares Richard III, Lord Byrons Sardanapalus, Frans Hedbergs Kung Märta, Dagen gryr, Bröllopet på Ulfåsa (däri den välkända bröllopsmarschen), Vid riksgränsen, Josephsons Folkungalek och Marsk Stigs döttrar, Dietrichsons Karl Folkunge, o.s.v. De är alla kompositioner som visade karakteriseringsförmåga, slagfärdighet och scenisk blick. 
På uppdrag skrev han även kompositioner för högtidliga tillfällen, såsom Festpolonäs, Festmarscher till kronprinsessan Lovisas förmälning och Oscar II:s kröning, Sorgmarscher öfver drottning Lovisa och Karl XV, Kantat vid Lunds universitets 200-årsjubileum, An die freude, Tempelsalen m. fl. ordenskantater.
Det finns även en del kyrklig musik i Södermans produktion, såsom Andliga sånger för solo, kör och orgel samt den visserligen mera profana än kyrkliga, men högst effektfulla och storvulna Katolska mässan för soli, kör och orkester. För de Andliga sångerna och Mässan använde han flera partier ur sin tidigare skådespelsmusik.
Mera känsliga strängar anslår han i sina solosånger med piano: Heidenröslein (ur 8 Heine-sånger), Serviska folksånger, Tre ballader (Trollsjön, Trogen i döden, Hafsfrun), Tre tyska visor, Värvningen, Digte og sange (en serie till ord av Bjørnstjerne Bjørnson) m.fl,. liksom i sina kvartetter för mansröster (Ett bondbröllop, Sjung, Längtan, Suomis sång, Tre visor i folkton, Klang min vackra bjällra, m.fl.), kvinnoröster (Englarnes hem) eller blandad kör (Idyll och epigram, Sex visor i folkton)

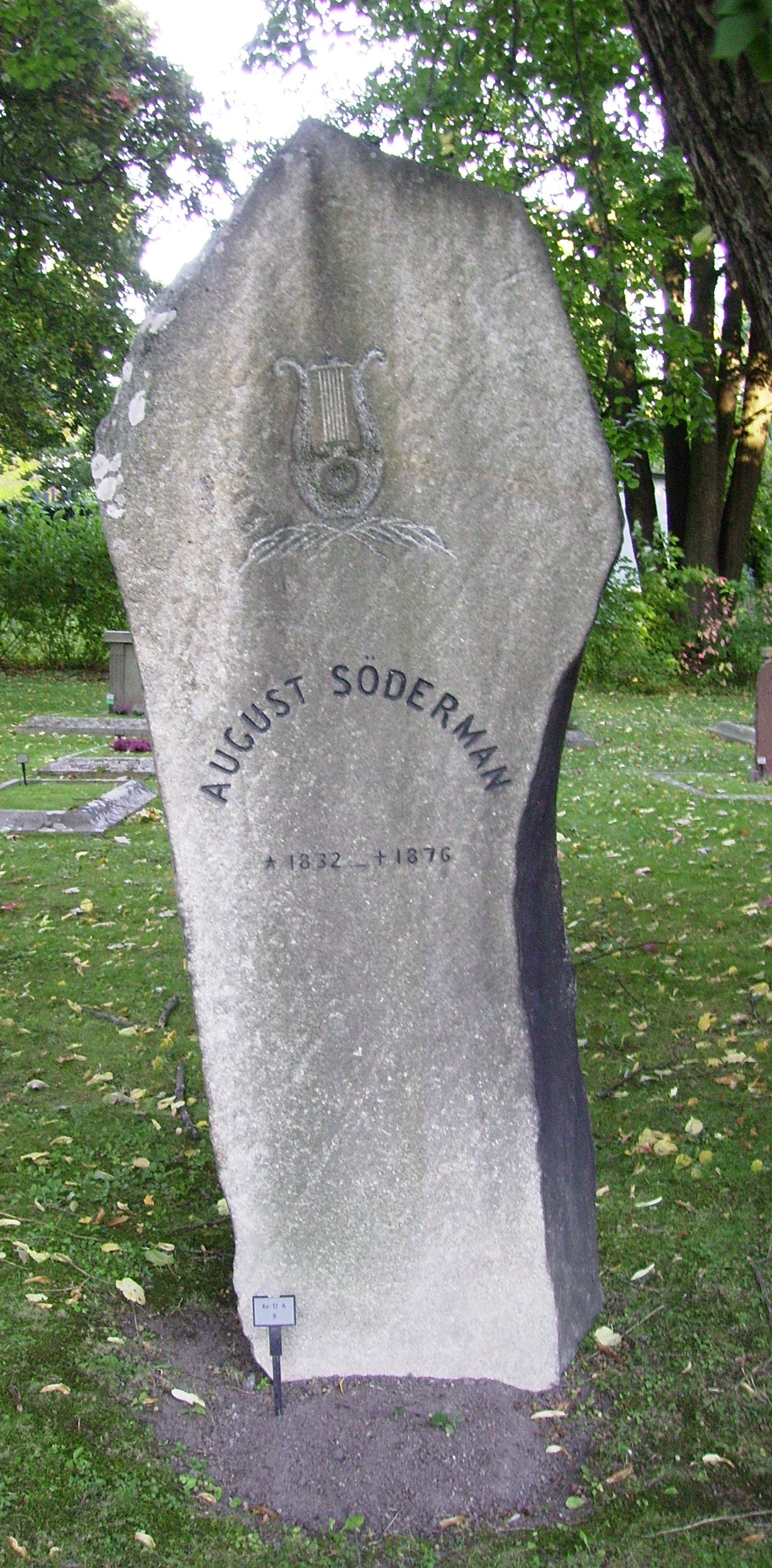
August Södermans gravvård på Norra begravningsplatsen i Solna kommun.

Hans Fantasier à la Almquist, hans arrangemanger av folkvisor och bellmansmelodier röjer en betydande humor. Hans orkesterverk (Konsertuvertyr, Tscherkessisk dans, dramatiska inlägg i ovan nämnda pjäser, m. m.) visar en begåvning för orkestrering. Särskilt högt i kvalitet når hand ballader för solo och orkester, Die wallfahrt nach Kevlaar, Hjärtesorg (med kör) och Der arme Peter, Der schwarze Ritter, Kung Heimer och Aslög, Tannhäuser och Qvarnruinen (utan kör). Just balladformen tycks ha passat Södermans romantiska sinnelag väl.  Däremot lyckades Söderman mindre väl då han försökte sig på sådana områden, som antingen inte låg för hans begåvning, såsom wagnerstilen, eller fordrade mera systematiska skolstudier, såsom sonatformen. Exempel finns i två av hans efterlämnade manuskript: det wagneristiska "kärleks- och hjältespelet" Harald och Anna å ena sidan, och en pianokvartett å andra sidan. Söderman ägde även goda anlag för målning och teckning som ansetts vara ett arv från modern. Hans konst består av naturstudier utförda i akvarell. Makarna Söderman är begravda på Norra begravningsplatsen utanför Stockholm.

## Verkförteckning (urval)

### Orkestermusik
- Konsertuvertyr i F-dur, 1855?-68
- Chariveripolka, 1848
- Intermezzo (Sjömansliv), 1850-tal
- Burlesque, 1855
- Scherzo (skiss), 1856
- Svenskt festspel, 1858, ursprungligen uvertyr till Några timmar på Kronoborgs slott o Orleanska jungfrun
- Svenska folkvisor och folkdanser, möjligen identisk med Nordiska folkvisor och folkdanser, tryckt postumt 1897
- Festmarsch, 1869
- Bellmansmelodier, tryckta 1870
- Sorgmarsch c-moll, 1871
- Karl XV:s sorgmarsch e-moll, 1872
- Festpolonäs i A-dur, 1873
- Festmarsch i Ess-dur, 1873

### Kammarmusik
- Pianokvartett i e-moll, 1856

### Musik för piano
- Fantasier à la Almqvist, 1868
- Tscherkassisk dans, 1871

### Verk för kör och orkester
- An die Freude (Friedrich von Schiller), f manskör o ork, 1859
- Tempelsalen (E Wallmark, f manskör o ork), 1863
- Die Wallfahrt nach Kevlaar (Heinrich Heine) för baryton, kör o ork, 1859-66
- Kantat till firande at Carolinska universitetets tvåhundraårsjubileum (E W Lindblad) f soli, manskör o ork, 1868
- Signefills färd (Ludvig Josephson) f soli, bl kör o ork, 1869
- Das Heidelberger Fess (Friedrich von Hagedorn) för bas, manskör och piano, 1869
- Hjertesorg (Karl Wetterhoff) sopran, blandad kör o orkester, 1870, instrumenterad av Ludvig Norman
- Andeliga sånger för blandad kör och orgel, tryckt 1872
  - Kyrie
  - Agnus Dei
  - Jesu Christe
  - Domine
  - Benedictus
  - Virgo Gloriosa
  - Osanna
- Katolsk messa för soli, blandad kör och orkester 1875

### Blandad kör a cappella
- Ur Idyll och epigram (Johan Ludvig Runeberg), tryckt 1869
  - När den sköna maj med sippor kommit
  - Mellan friska blomster genom lunden
  - Minna satt i lunden
- Sex visor i folkton, tryckt 1873
  - 1. Jungfrun gick åt lunden, den sköna
  - 2. Det står en älsklig blomma
  - 3. Min vän är den bästa
  - 4. Och blomstren de dofta
  - 5. Och jungfrun gick sig åt lunden
  - 6. Pojkar och jäntor ta'n nu i ring

### Manskör a cappella
- Längtan (Herman Sätherberg), 1855
- Nordiska folkmelodier, tryckt 1865
- Ett bondbröllop (Richard Gustafsson), tryckt 1868
  - Bröllopsmarsch
  - I kyrkan
  - Önskevisa
  - I bröllopsgården
- Tre visor i folkton, 1870
- Tre sånger av Emil von Qvanten och Zacharias Topelius, tryckt 1871
- Dikter av Zacharias Topelius, tryckt 1872
- Lovsång, (Ps. 117), tryckt postumt 1886
- Sjung, sjung (Zacharias Topelius)
- I månans skimmer (Emil von Qvanten)
- Nog minns jag hur det var (Onkel Adam)
- Suomis sång (Emil von Qvanten)
- Klang, min vackra bjällra (Zacharias Topelius)
- Skjøn Jomfru! (Adam Gottlob Oehlenschläger)
- Og jeg vil ha'e mig (Claus Pavels Riis)
- (se även Digte og Sange under Solosånger)

### Damkör a cappella
- Englarnes hem (Oscar Wijkander), tryckt 1875
- (se även Digte og Sange under Solosånger)

### Solosånger
C:a 65 sånger
- Flickan i skogen (Emil von Qvanten), tryckt 1854
- Majvisa
- Blomman
- Serenad: Bönen
- Till en liten fågel
- Vaggvisa
- Rosenknoppen
- Jungfrun i rosengård
- Jungfrun i det gröna
- Ich hab' im Traum geweinet
- I dunkelgröna skogar
- Så glad och lycklig
- Romance
- Ojämnt delat
- Tankar på min egen lycka
- Hin Ondes lärspån, 1856 (även som duett)
- Heidenröslein (Heinrich Heine) 1856-57
  - Im wunderschönen Monat Mai (Det var i maj, den sköna maj)
  - Lieb Liebchen leg's Händchen auf's Herze mein
  - Ballade
  - Volkslied - Enfleh' mit mir (Kom fly med mig)
  - Lehn deine Wang an meine Wang (O lägg din kind intill min kind)
  - Ich hab dich geliebet und liebe dich noch
  - Deine weissen Lilienfinger (Kunde än en gång jag kyssa)
  - Volkslied
- Mädchen mit dem roten Mündchen
- Tannhäuser, ballad med orkester (Emanuel Geibel), 1856
- Die verlassene Mühle / Qvarnruinen, ballad med orkester (A F A Schnetzler), 1857
- Den Arme Peter, ballad med orkester (Heinrich Heine), 1857
  - Der Hans und die Grete tanzen herum
  - In meiner Brust da sitzt ein Weh
  - Der arme Peter wankt vorbei
- Visa ("Nu klär sig våren")
- Du är min ro
- Värfningen (Der Landsknecht), sångcykel (Heinrich Reder), 1859
  - 1 Försmådd kärlek
  - 2 Klagan
  - 3 Värfningen
  - 4 I striden
  - 5 Afskedet
  - 6 Grafven
- Hymn (Ernst Wallmark), 1863
- Tre ballader, tryckta 1871
  - Trollsjön / Der Mummelsee (Aloys Schreiber), 1869, instrumenterad av Ernst Ellberg
  - Trogen i döden / Treuer Tod (Theodor Körner), 1869
  - Havsfrun (Bernhard Severin Ingemann), 1855, instrumenterad 1861
- Flyg ej undan
- Serviska folksånger (Johan Ludvig Runeberg), tryckta 1871
  - Vad vill jag?
  - Du är min egen
  - Önskan
- Mitt älskade lilla sockerskrin
- Kung Heimer och Aslög (Frans Hedberg), ballad med orkester, ca 1870, tryckt postumt 1883, instrumenterad av Richard Henneberg, 1896, o Hugo Alfvén, ca 1909
- Afton, huru skön
- Solveigs vuggevise (ur Per Gynt) (Henrik Ibsen), 1870
- Digte og sange 1-2 (Bjørnstjerne Bjørnson), 1872-73
  - Tærnernes sang (Ur Halte-Hulda) för fyrstämmig damkör och piano
  - Killebukken (Ur Arne) solosång
  - Træet (Ur Arne) solosång
  - Kåres sang (Ur Sigurd Slembe) för barytonsolo och manskör
  - Tag imod kransen (Ur Fiskerjenten) solosång
  - Synden, døden (Ur Sigurd Slembe) solosång
  - Bryllupvise, för fyrstämmig damkör och piano
  - I ungdommen, för blandad kör och piano
  - Prinsessen, solosång
  - Dans! ropte felen (Ur En glad gut) solosång
  - Ingerid Sletten (Ur Arne) solosång
  - Den hvide, røde rose, solosång
  - Lokkeleg (Ur En glad gut) blandad kör
- Tre tyska visor i folkton, troligen slutet av 1860-talet, tryckta 1875
  - Schönste Rose fall nicht ab (Skönsta ros, o hör på mig)
  - Mutter, ach Mutter es hungert mich (Moder, ack moder, min klagan hör)
  - Es fiel ein Reif in Frühlingsnacht (En vårnatt föll en frost så kall)
- Två sånger (Henrik Wergeland), tryckta postumt? 1876
  - Norsk kjærlighedssang
  - Det förste haandtryk
- Der schwarze Ritter, ballad med orkester (Ludwig Uhland), 1874, klaverutdrag redigerat av Emil Sjögren, tryckt 1886, instrumenterad efter Södermans skiss av Johannes Peter Carstensen, 1874, o Ernst Ellberg.
- Sjung för mig
- Jag håller dig så kär
- Min flamma
- Till Lilli (version 1 & 2)
- På den röda älvens botten
- Nachts

### Scenisk musik
- Urdur eller Neckens dotter, operett (J Granberg). Helsingfors 1852
- Zigenarhövdingen Zohrab, operett (libretto?) Göteborg 1854
- Hin Ondes första lärospån, operett (E Scribe / F Arlberg), 1856
- Erik XIV, skådespelsmusik (J Börjesson). Åbo 1852
- Regina von Emmeritz, skådespelsmusik (Zacharias Topelius), Helsingfors 1853
  - Soldatvisa
- Guldkorset, skådespelsmusik (H Mélesville / N Brazier), 1857
- Några timmar på Kronoborgs slott, skådespelsmusik (Oscar Fredric), 1858
- Torkel Knutsson, skådespelsmusik (Bernhard von Beskow), 1862. musiken komp tillsammans med Ludvig Norman o A Randel
- Dagen gryr, skådespelsmusik (Frans Hedberg), 1863
- Folkungalek, skådespelsmusik (Ludvig Josephson), 1864
- Fiesco, skådespelsmusik (Friedrich von Schiller), 1865
- Bröllopet på Ulfåsa, skådespelsmusik (Frans Hedberg), 1865
  - Bröllopsmarsch
- Marsk Stigs döttrar, skådespelsmusik (Ludvig Josephson), 1866
  - Uvertyr
- Orleanska jungfrun, skådespelsmusik (Friedrich von Schiller), 1867
  - Uvertyr, se ovan under Svenskt festspel
- Peer Gynt, skådespelsmusik (Henrik Ibsen), komponerad 1870, ej uppförd, klaverutdraget tryckt postumt 1895, partituret förkommet
- Richard III, skådespelsmusik (William Shakespeare), 1872
- Vid riksgränsen, skådespelsmusik (Frans Hedberg), 1873
- Karl Folkunge, skådespelsmusik (Lorentz Dietrichson), 1874

#### Operafragment
- Fiskarflickan (J F Kjellstrand), 1853
- Zigenaren (J Stjernström), 1857
- Harald och Anna (J Ling), 1857
- Alfsol (Ludvig Josephson), 1862
- Esmeralda (F Arlberg), 1869;
- Irene, utan årtal